# CR Belouizdad
Der Chabab Riadhi de Belouizdad (arabisch نادي الشباب الرياضي بلوزداد, DMG Nādī š-Šabāb ar-Riyāḍī Bilwizdād) kurz Chabab Belouizdad oder nur CR Belouizdad, auch CRB, ist ein algerischer Fußballverein aus Belouizdad, einem Stadtteil der Hauptstadt Algier. Er wurde am 15. Juli 1962 gegründet.
Zusammen mit JS Kabylie, ES Sétif, MC Algier und der USM Algier gehört CR Belouizdad zu den erfolgreichsten Clubs Algeriens.
Die CRB ist Neunfacher Algerischer Pokalsieger, zehnfacher Algerischer Meister, dreifacher Nordafrikanischer Pokalsieger, einmaliger Algerischer Ligapokalsieger und zweifacher Algerischer Superpokalsieger.
Die Vereinsfarben sind rot und weiß. Heimspielstätte ist das 10.000 Zuschauer fassende 20. August 1955 Stadion (Stade du 20 Août 1955).

## Erfolge und Statistiken

### Erfolge
| National | International                                              | Regional |
| --- | ---------------------------------------------------------- | --- |
| - Algerischer Meister (10) - Meister: 1965, 1966, 1970, 1971, 2000, 2001, 2020, 2021, 2022, 2023 - Vizemeister: 1972, 1977, 1980, 1999 - Algerischer Pokalsieger (9) - Sieger: 1966, 1969, 1970, 1978, 1995, 2009, 2017, 2019, 2024 - Finalist: 1988, 2003, 2012, 2023 - Algerischer Superpokalsieger (2) - Sieger: 1995, 2020 - Finalist: 2017 - Algerischer Ligapokalsieger (1) - Sieger: 2000 | - Afrikanischer Pokal der Pokalsieger - Halbfinalist: 1996 | - Nordafrikanischer Pokal der Landesmeister (3) - Sieger: 1970, 1971, 1972 - Arabische Champions League - Halbfinalist: 1995 |

### Statistik in den CAF-Wettbewerben
| Wettbewerb                    | Runde              | Gegner                       | Hinspiel        | Rückspiel    |  |
| ----------------------------- | ------------------ | ---------------------------- | --------------- | ------------ |  |
|                               |                    |                              |                 |              |  |
| CAF Champions Cup 1970        | 1. Runde           | ASC Jeanne d’Arc Dakar       | 5:3             | n. a.        |  |
| African Cup Winners’ Cup 1979 | 2. Runde           | Al-Nasr SCSC                 | 4:2 (H)         | 1:0 (A)      |  |
|                               | Viertelfinale      | Horoya AC                    | 0:3 (H)         | 1:3 (A)      |  |
| African Cup Winners’ Cup 1996 | 1. Runde           | Horoya AC                    | 5:2 (H)         | 0:2 (A)      |  |
|                               | 2. Runde           | AS Douanes Dakar             | 0:0 (A)         | 2:0 (H)      |  |
|                               | Viertelfinale      | Pretoria City                | n. a.           | n. a.        |  |
|                               | Halbfinale         | AC Sodigraf                  | 1:1 (H)         | 0:1 (A)      |  |
| CAF Champions League 2001     | 1. Runde           | Al-Ahly Tripolis             | 2:0 (H)         | 1:1 (A)      |  |
|                               | 2. Runde           | Al-Merreikh Omdurman         | 0:2 (A)         | 3:0 (H)      |  |
|                               | Gruppe B           | ASEC Abidjan                 | 1:1 (H)         | 0:7 (A)      |  |
|                               | Gruppe B           | Al Ahly Kairo                | 0:1 (A)         | 0:1 (H)      |  |
|                               | Gruppe B           | Atlético Petróleos de Luanda | 0:1 (H)         | 1:2 (A)      |  |
| CAF Champions League 2002     | 1. Runde           | ASC Jeanne d’Arc Dakar       | 1:1 (H)         | 0:1 (A)      |  |
| CAF Confederation Cup 2004    | 1. Runde           | Étoile de Guinée             | 0:1 (A)         | 2:1 (H)      |  |
| CAF Confederation Cup 2010    | Qualifikation      | Al Tarsana SC                | 1:1 (A)         | 2:1 (H)      |  |
|                               | 1. Runde           | FAR Rabat                    | 1:0 (H)         | 1:1 (A)      |  |
|                               | 2. Runde           | Alamal SC Atbara             | 0:1 (A)         | 2:0 (H)      |  |
|                               | Intermediate Runde | Djoliba AC                   | 0:0 (A)         | 1:1 (H)      |  |
| CAF Confederation Cup 2018    | Vorrunde           | Onze Créateurs               | 1:1 (A)         | 2:0 (H)      |  |
|                               | 1. Runde           | Nkana FC                     | 3:0 (H)         | 0:1 (A)      |  |
|                               | 2. Runde           | ASEC Abidjan                 | 0:1 (A)         | 0:0 (H)      |  |
| CAF Confederation Cup 2019/20 | Qualifikation      | AS CotonTchad                | 2:0 (H)         | 2:0 (A)      |  |
|                               | 1. Runde           | Pyramids FC                  | 1:1 (A)         | 0:1 (H)      |  |
| CAF Champions League 2020/21  | Qualifikation      | Al-Nasr SCSC                 | 2:0 (H)         | 2:0 (A)      |  |
|                               | 1. Runde           | Gor Mahia FC                 | 6:0 (H)         | 2:1 (A)      |  |
|                               | Gruppe B           | Tout Puissant Mazembe        | 12. Februar (A) | 2. April (H) |  |
|                               | Gruppe B           | Mamelodi Sundowns            | 23. Februar (H) | 9. April (A) |  |
|                               | Gruppe B           | al-Hilal Khartum             | 5. März (H)     | 16. März (A) |  |

- 1970: Der Verein zog sich nach dem ersten Spiel aus dem Wettbewerb zurück.
- 1979: Der Verein hatte in der ersten Spielrunde ein Freilos.
- 1996: Der Pretoria City zog seine Mannschaft aus finanziellen Gründen vor dem Viertelfinale-Spiel zurück.

## Spieler und Trainer

### Ex-Spieler
| - Hacène Lalmas - Mustapha Dahleb - Mohamed Abrouk - Ahmed Arab - Djilali Selmi - Mokhtar Khalem - Hacène Achour - Abdelghani Zitouni - Djamel Tlemçani - Mustapha Kouici - Hocine Yahi - Merzak Dahmani - Mourad Badache - Noureddine Neggazi - Djamel Amani - Djamel Boudjelti - Belaid Harb - Djamel Menad - Naçer Bouiche - Fawzi Moussouni - Amar Ammour - Islam Slimani | - Benzargua Mohamed - Fayçal Badji - Karim Bakhti - Slimane Ould Mata - Ishak Ali Moussa - Anwar Boudjakdji - Nassim Bounekdja - Yacine Slatni - Fadel Ryad Settara - Abdelaziz Rouaïghia - Abderahmane Selmi - Mohamed Talis - Saïd Boutaleb - Khaled Dikimèche - Brahim Arafat Mezouar - Kouider Boukessassa - Mounir Dob - Kheireddine Madoui - Samir Zazou - Adel El-Hadi - Billel Harkas - Mohamed Ousserir | - Mohamed Amroune - Mohamed Amine Aoudia - Amine Aksas - Hamza Aït Ouamar - Hamza Bounab - Khalil Boukedjane - Abdelkrim Mammeri - Mohamed Aouad - Ibrahim Boussehaba - Ahmed Mekehout - Ramzi Bourakba - Lyes Boukria - Youcef Saïbi - Sofiane Younes - Boubaker Rebih - Mohamed Dahmane - Lamouri Djediat - Mohamed Derrag - Malik Asselah - Bouazza Feham - Sid Ali Yahia Cherif - Tarek Cheurfaoui |

### Präsidenten
| Nr. | Name                      | Von  | Bis     |
| --- | ------------------------- | ---- | ------- |
| 1   | Algerien Djelloul Boukida | 1962 | 1967    |
| 2   | Mohamed Kazza             | 1967 | 1972    |
| 3   | Mohamed Bousmaha          | 1972 | 1977    |
| 4   | Rachid Haraigue           | 1977 | 1992    |
| 5   | Hamid Aït Igrine          | 1992 | 1994    |
| 6   | Mohamed Lefkir            | 1994 | 1996    |
| 7   | Djilali Selmi             | 1996 | 2000    |
| 8   | Mohamed Lefkir            | 2000 | 2005    |
| 9   | Yahia Hassani             | 2005 | 2006    |
| 10  | Mokhtar Kalem             | 2006 | 2008    |
| 11  | Mahfoud Kerbadj           | 2008 | 2010    |
| 12  | Azzedine Gana             | 2010 | 2013    |
| 13  | Réda Malek                | 2013 | 2016    |
| 14  | Mohamed Bouhafs           | 2016 | 2018    |
| 15  | Riad Boucetta             | 2018 | 2018    |
| 16  | Charaf-Eddine Amara       | 2018 | Present |

### Trainer
- Yahia Saadi (?  – ?)

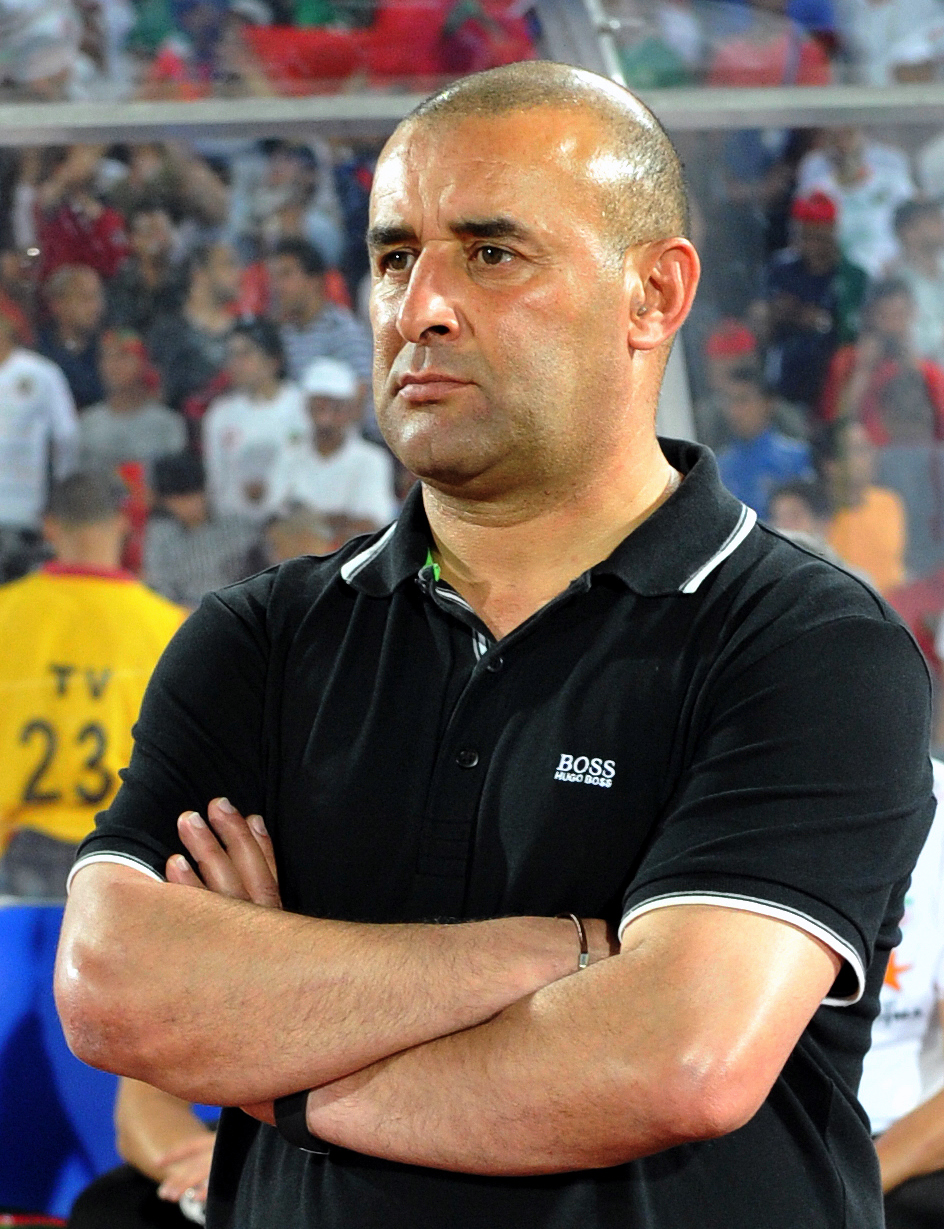
Abdelhak Benchikha

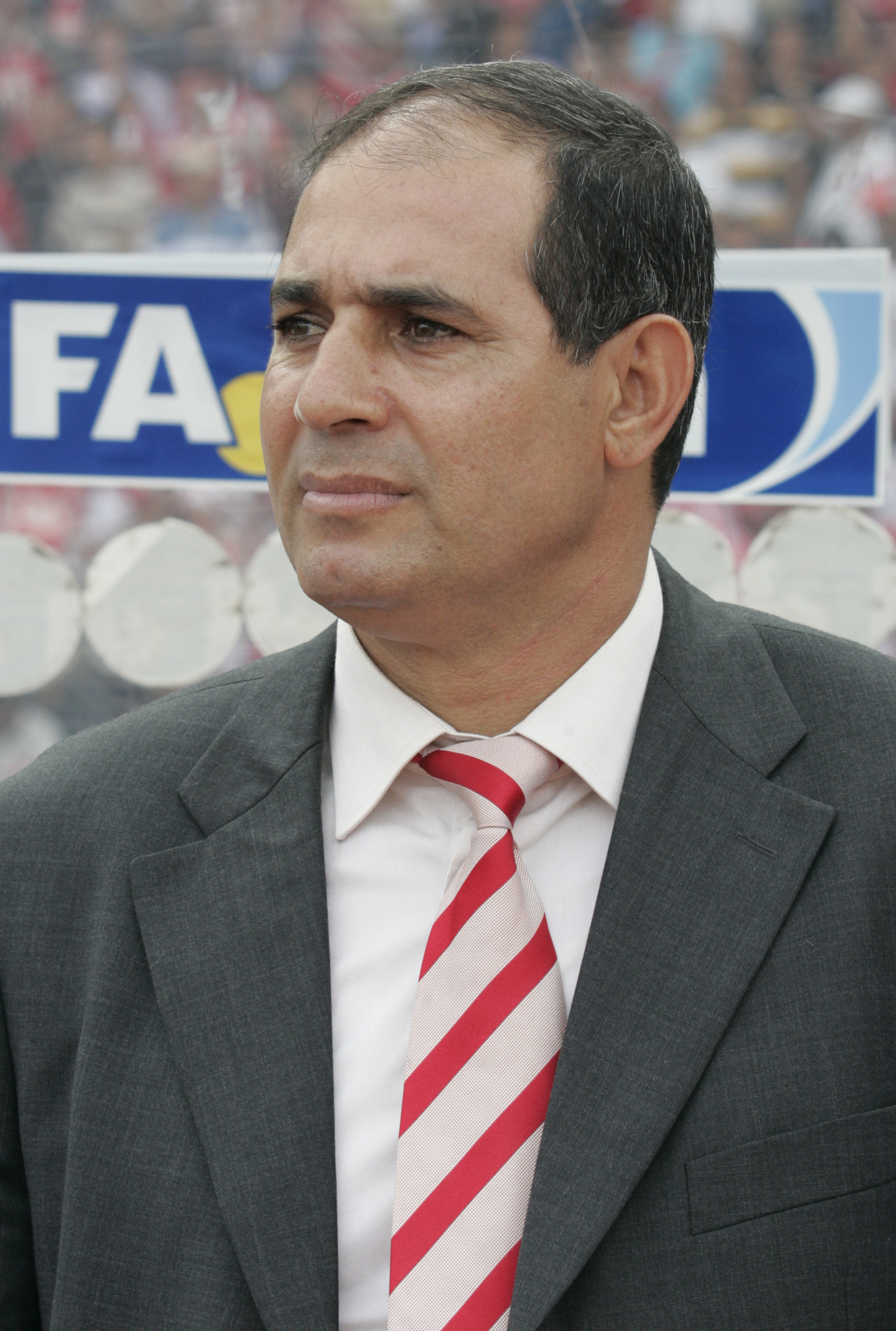
Badou Zaki

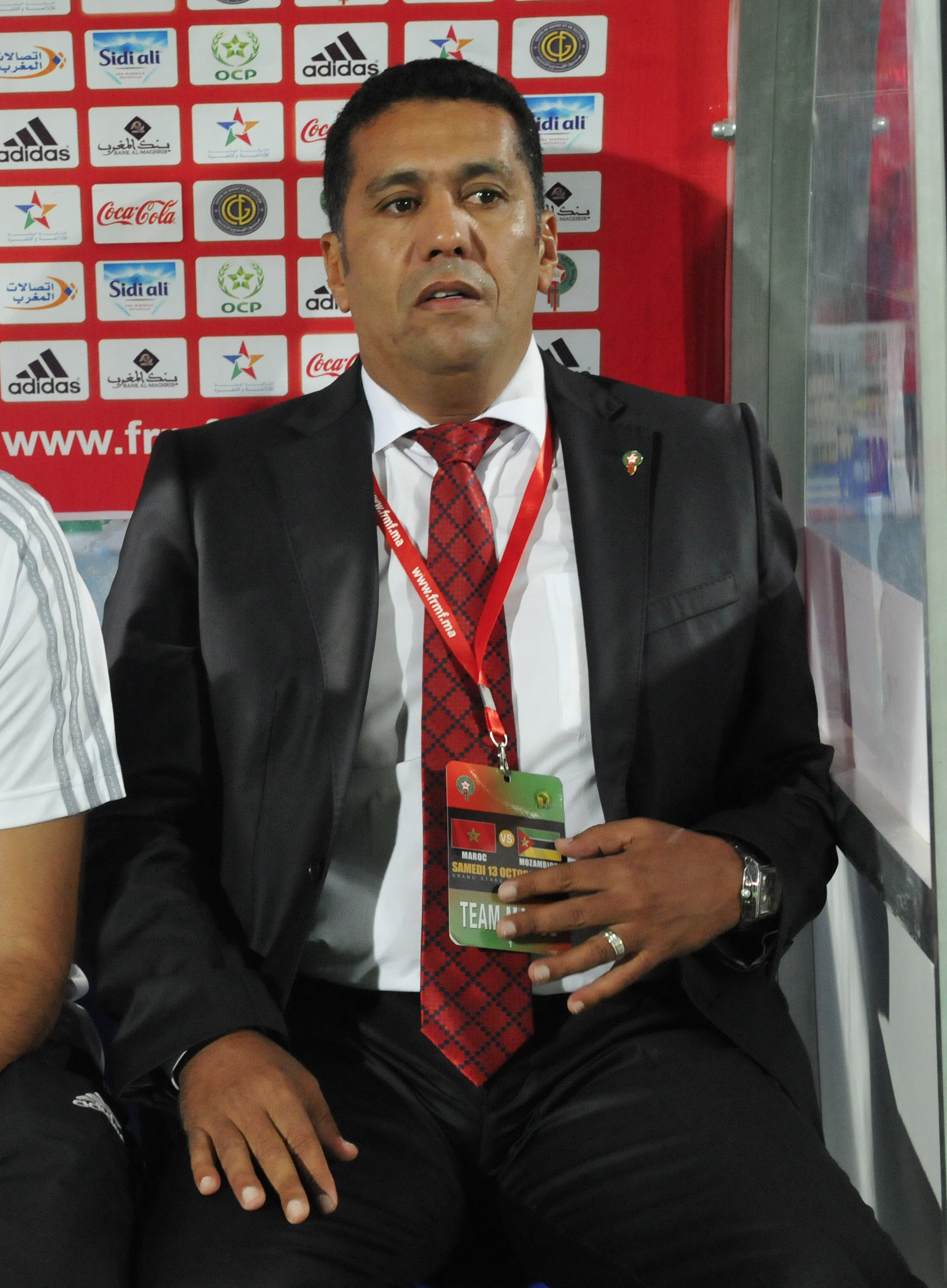
Rachid Taoussi

- Ahmed Zitoun (1. Juli 1964 – 30. Juni 1966)
- Ahmed Arab (1. Juli 1966 – 30. Juni 1969)
- Mohamed Bellamine –  Hacène Lalmas (1. Juli 1969 – 30. Juni 1970)
- Ali Benfadah (1. Juli 1973 – 30. Juni 1974)
- Dušan Uhrin –  Ahmed Arab (1. Juli 1977 – 30. Juni 1978)
- Abdelhamid Bacha (?  – ?)
- Mustapha Heddane (?  – ?)
- Chérif Adjaout (?  – ?)
- Mourad Abdelouahab (?  – ?)
- Nour Benzekri (?  – ?)
- Kamel Mouassa (1. Juli 2002 – 28. Jan. 2003)
- Abdelhamid Bacha (29. Jan. 2003 – 3 Sep. 2003)
- Mourad Abdelouahab (1. Juli 2004 – 23. Okt. 2004)
- Nour Benzekri (3 mars 2005 – 31 mai 2005)
- Abdelhak Benchikha (1. Juni 2005 – 30. Juni 2006)
- Nejmeddiine Belayachi (16. Juli 2005 – 4. Feb. 2006)
- Karim Bakhti (5. Feb. 2006 – 31 Mai)
- Mustapha Biskri (1. Juni 2006 – 17 Sep. 2006)
- Hocine Yahi (18 Sep. 2006 – 17. Jan. 2007)
- Mohamed Henkouche (26. Juli 2007 – 5. Jan. 2008)
- Kamel Mouassa (22. Jan. 2008 – 1. Juni 2008)
- Mohamed Henkouche (1 Juli. 2008 – 3. Okt. 2009)
- Abdelkader Yaïche (5. Okt. 2009 – 24. Dez. 2009)
- Miguel Angel Gamondi (4. Juli 2010 – 30. Juni 2011)
- Giovanni Solinas (1. Juli 2011 – 22. Nov. 2011)
- Djamel Menad (23. Nov. 2011 – 30. Juni 2012)
- Guglielmo Arena (1. Juli 2012 – 23. Okt. 2012)
- Fouad Bouali (3. Nov. 2012 – 15. Juni 2013)
- Miguel Angel Gamondi (20. Juni 2013 – 1. Jan. 2014)
- Abdelkader Yaïche (6. Jan. 2014 – 23. Feb. 2014)
- Mohamed Henkouche (24. Feb. 2014 – 2. Juni 2014)
- Victor Zvunka (9 Juni. 2014 – 20. Okt. 2014)
- Alain Michel (29. Okt. 2014 – 30. Juni 2016)
- Fouad Bouali (1. Juli 2016 – 29. Aug. 2016)
- Alain Michel (19 Sep. 2016 – 24. Okt. 2016)
- Badou Zaki (13. Nov. 2016 – 7 Juli. 2017)
- Ivica Todorov (21. Juli 2017 – 25. Dez. 2017)
- Rachid Taoussi (28. Dez. 2017 – 30. Mai 2018)
- Tahar Chérif El-Ouazzani (26. Juli 2018 – 7. Okt. 2018)
- Lotfi Amrouche (8. Okt. 2018 – 2. Dez. 2018)
- Abdelkader Amrani (3. Dez. 2018 –)